# Sydney Darts Masters 2015
De Sydney Darts Masters 2015 was de derde editie van de Sydney Darts Masters. Het toernooi was onderdeel van de World Series of Darts. Het toernooi werd gehouden van 20 augustus tot 22 augustus 2015 in de Quantas Credit Union Arena, Sydney. Phil Taylor was de titelverdediger en wist na de eerste en tweede editie ook de derde editie van het toernooi te winnen door in de finale van Adrian Lewis te winnen met 11-3. Tevens gooide Taylor ook nog eens een negendarter in zijn halve finale wedstrijd tegen  Peter Wright. Het zou uiteindelijk de laatste negendarter zijn die de 16-voudig wereldkampioen ooit op televisie gegooid heeft. Een bekend moment uit het toernooi is het moment in de kwartfinale waarop Raymond van Barneveld in zijn wedstrijd tegen Michael van Gerwen per ongeluk zijn glas water kapot laat vallen. 

## Deelnemers
Net als in elk World Series toernooi speelden ook hier 8 PDC Spelers tegen 8 darters uit het land/gebied waar het toernooi ook gehouden wordt. De deelnemers waren:
- Phil Taylor
- Michael van Gerwen
- Gary Anderson
- Peter Wright
- James Wade
- Adrian Lewis
- Raymond van Barneveld
- Stephen Bunting
- Simon Whitlock
- Paul Nicholson
- Laurence Ryder
- David Platt
- Craig Caldwell
- Cody Harris
- Tic Bridge
- Warren Parry